# Всеобщая забастовка в Швеции (1909)
Всеобщая забастовка 1909 года (швед. Storstrejken) — общенациональная экономическая забастовка, организованная Шведской конфедерацией профсоюзов (Центральным объединением профсоюзов Швеции); вторая общенациональная забастовка Швеции. Профсоюзы вели борьбу с владельцами основных предприятий промышленности и транспорта, крупной и средней буржуазией с 4 августа по 4 сентября 1909 года.
Победа шведского капитала и собственников индустрии позволила им диктовать свои условия рабочим до 1917 года и на несколько лет погасить экономические волнения в Швеции. Поражение Конфедерации профсоюзов привело к тому, что численность членов конфедерации вскоре сократилась вдвое.

## Предыстория
Первая национальная забастовка была объявлена в мае 1902 года. Она продлилась два дня, и закончилась успехом для организаторов и участников, хотя и не была поддержана профсоюзами Швеции. Забастовка была проведена усилиями шведской социал-демократии в союзе с либералами.
Во время первой национальной забастовки шведский рабочий класс впервые выступил как единое целое и ощутил свою политическую силу. Однако шведский крупный капитал усвоил уроки первой национальной стачки и создал после неё две организации для противодействия профсоюзам: Шведскую конфедерацию работодателей и Шведскую ассоциацию машиностроения.
Рабочие вожди, вдохновлённые успехом майской забастовки 1902 года, вели дискуссии о значении всеобщей стачки. Карл Линдли, председатель профсоюза шведских транспортников, писал в своих мемуарах, что в этот период рабочее движение было уверено в эффективности всеобщей стачки. По мнению Линдли, некоторые видные деятели шведской социал-демократии считали, что для успеха национальной забастовки было достаточно лишь остановить работу транспортной сферы.
В декабре 1906 года Конфедерация профсоюзов и Ассоциация предпринимателей заключили соглашение, названное декабрьским компромиссом. Конфедерация признала исключительное право работодателей нанимать и увольнять сотрудников по своему усмотрению. Ассоциация предпринимателей, в свою очередь, формально признала право рабочих организовывать профсоюзы на предприятиях и право профсоюзов вести переговоры, касающихся условий труда и оплаты.

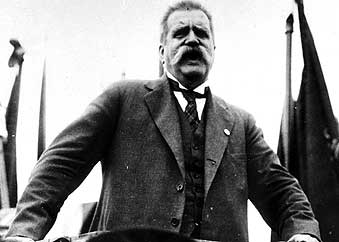
Лидер социал-демократов, с 1920 года премьер-министр, Карл Брантинг пытался предотвратить забастовку

Транспортное отделение ассоциации не приняло компромисса, поскольку владельцы доков всегда могли не продлевать трудовые договоры с рабочими, так как предложение рабочей силы было избыточным. В 1907 году Ассоциация шведских предпринимателей и Ассоциация шведских кораблестроителей приняли решение о введении исключительного права владельцев средств производства нанимать и увольнять рабочих, когда и как они пожелают. Открытый конфликт буржуазии и портовых рабочих начался. Уже к лету 1908 все порты Швеции охватила волна стачек и локаутов. Работодатели опирались на силу жандармов и привлекали штрейкбрехеров, среди которых было около 1000 англичан и 2000 шведов. Вскоре все забастовки были подавлены, а портовые профсоюзы разгромлены.
В мае 1908 Конфедерация профсоюзов Швеции всё-таки решила оказать финансовую помощь бастующим транспортникам. Однако ассоциация шведских работодателей пригрозила конфедерации локаутом, который бы затронул 220 000 рабочих, поэтому Конфедерация труда прекратила поддержку стачечников. На ближайшем партийном совещании Карл Брантинг, вождь социал-демократов, заявил, что докеры должны прекратить забастовку, чтобы не раздувать конфликт между буржуазией и пролетариатом.
В июле 1908 года в порту Мальмё был взорван грузовой корабль «Амальтеа», на котором жили британские штрейкбрехеры. Взрыв был устроен тремя шведами, которые решили таким образом отомстить им и ответить на локаут. Из-за взрыва погиб один штрейкбрехер и 23 были ранены. Двоим организаторам взрыва был вынесен смертный приговор. Третий участник был приговорён к пожизненной каторге. Однако в результате общественного резонанса и массовых акций протеста в поддержку трёх шведов, один из приговорённых к казни, Антон Нильсон, был помилован, отправлен на пожизненное заключение и отсидел до 1917 года. Во время всеобщей стачки 1909 года в Швеции подобных случаев зафиксировано не было.
Начиная с 1907 года, шведские ассоциации предпринимателей рассматривали варианты рамочного соглашения и коллективного договора с профсоюзами. Предполагалось, что за образец договора о работе рынка труда возьмут датскую модель, которая считалась менее реакционной по сравнению с немецкой моделью.
В 1908 экономика Швеции погрузилась в глубокий кризис. Он привёл к катастрофическому обвалу цен и невозможности реализовать продукции экспортных отраслей шведской промышленности. Крупные промышленники, будучи не в силах ничего сделать, кроме как уничтожить часть средств производства, угрожали 220 000 рабочим локаутом. Жёсткая позиция шведской буржуазии провоцировала ответное недовольство среди членов Конфедерации труда Швеции. Поскольку старые трудовые соглашения нужно было обновлять, рабочие решили требовать повышения зарплаты. Серия стачек охватила лёгкую промышленность Швеции. Предприниматели настаивали на статусе-кво, но рабочие не шли на уступки. Оборонительная тактика конфедерации была не понята на местах. За год, предшествующий стачке, численность членов конфедерации и социал-демократической рабочей партии Швеции значительно упала.

## Ход стачки

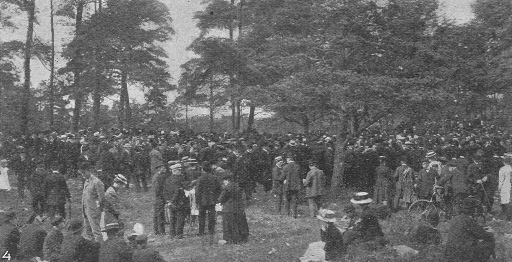
Митинг в Стокгольме

Противоречия между рабочими и капиталистами обострились в июне 1909 года. Крупные промышленники Швеции под патронажем шведской ассоциаций работодателей (швед. Suenska Arbetsgivare Fbrening) запустили череду локаутов. 26 июля 1909 года локаут охватил деревообрабатывающую и текстильную промышленность. 2 августа локаут был объявлен работникам металлургии. 27 июля члены Конфедерации труда Швеции решили, что нужно объявить ответную забастовку, поэтому была издана соответствующая прокламация. Общегосударственная стачка была назначена на 4 августа 1909 Конфедерацией профсоюзов Швеции.
В общей сложности в локаут был отправлены 72 000 рабочих. Однако их поддержали рабочие, которые не состояли в профсоюзах, и тоже присоединились к забастовке не оставив уволенных коллег.
Руководство конфедерации не имело больших сумм на длительную борьбу, поэтому руководство надеялось решить вопрос с локаутами за короткий срок. Само руководство конфедерации было правооппортунистическим, поэтому оно было вынуждено прибегнуть к стачке лишь под массовым давлением со стороны своих низовых структур.
Представители Конфедерации труда с самого начала вели осторожную политику. Никаких чётких требований со стороны рабочих вождей из конфедерации так и не было выдвинуто. Оппортунистическое крыло шведской социал-демократической партии и руководство конфедерации планировали прийти к компромиссу с правительством, используя поддержку шведских либералов.
В ходе стачки остановился весь городской транспорт Швеции. Жилым помещениям был обрезан доступ к электричеству. Стокгольм был лишён всех видов транспорта, воды и электричества, однако стачечный комитет Швеции позволял некоторым видам транспорта работать.
9 августа к забастовке присоединились все печатники Швеции. Не вышли свежие выпуски большинства газет. По мнению Брантинга, участие типографских рабочих в стачке похоронило все надежды на мирное урегулирование конфликта, поскольку либералы, отстаивающие свободу слова, отвернулись от стачечников.
Неучастие железнодорожных рабочих в стачке из-за законодательного запрета в значительной степени ослабляло стачку, хотя железнодорожники оказывали материальную поддержку стачечникам. Железнодорожники Швеции были государственными работниками, поэтому их пенсии и зарплаты зависели от длительности службы. Стачечный комитет Швеции пытался привлечь железнодорожников к стачке, но получил отказ. Профсоюз шведских железнодорожников не подчинялся конфедерации. В итоге, только 4000 железнодорожников из 20 000 проголосовало за участие в национальной забастовке. С одной стороны, шведская буржуазия приветствовала сохранение нейтралитета железнодорожных рабочих. С другой стороны, Конфедерация труда сохранила связь со своими местными центрами. Председатель профсоюза железнодорожников Винберг позже заявил, что железнодорожная стачка была бы бессмысленной, поскольку в любом случае остановились бы поставки товаров из-за прекращения работы на производствах. Стратегия Винберга была встречена с одобрением руководством Конфедерации труда и Брантингом. Хотя с позиции организаторов забастовки Брантинг, Винберг и руководители конфедерации выступили сторонниками интересов крупного капитала.
Поскольку правые и мелкобуржуазные настроения среди шведского среднего класса были очень сильны, была сформирована бригада по охране общественной безопасности (швед. Frivilliga Skyddskåren). Это формирование, состояло преимущественно из праворадикалов и консерваторов. Его члены охраняли банки и поддерживали поставки продовольствия.
Недостаточную поддержку стачке оказали докеры, поскольку доки продолжили работу, хотя производство и было остановлено.
Около пятой или четвёртой части рабочих сталелитейной, деревообрабатывающей промышленности не поддержало стачку. Однако этого было недостаточно, чтобы предотвратить остановку производства. Тем не менее были разные мнения, поскольку экспорт из этих отраслей промышленности не был полностью остановлен, поскольку, оценочно, около 20—25 % наёмных работников в компаниях состояли в ассоциации предпринимателей. Шведский экспорт августа 1909 года составил 50 % от экспорта июля 1909 года.
На 1909 год докеры были одной из самых организованных категорий шведских рабочих. Более того, их стачечный потенциал был очень высок.
Правые оппортунисты из СДРПШ и Конфедерации труда старались придать стачки сугубо экономический характер. Они призывали рабочих быть пассивными, избегать участия в митингах и демонстрациях. Буржуазное правительство Швеции мобилизовало дополнительные отряды полиции, развернула информационную кампанию против трудящихся.
Серьёзный удар по стачке был нанесён со стороны несоциалистических рабочих, членов Рабочего союза Швеции (швед. Svenska arbetareförbundet). Поскольку данная организация была основана на принципах «чистого» тред-юнионизма, обострение конфликта между рабочим классом и буржуазией не удовлетворяло руководство этой профсоюзной организации. В итоге Рабочий союз Швеции занял сторону капиталистов.

## Причины поражения рабочих
Рагнар Каспарссон, правый оппортунист, соратник Брантинга, считал, что причиной поражения рабочих было отсутствие финансов у конфедерации и неучастие железнодорожников в забастовке. Коммунист Кнут Бакстром, современник Каспарссона, отмечал, что причиной поражения рабочих была предательская политика руководства конфедерации, поскольку конфедерация так и не сформулировала целей забастовки.
Недостаточный интерес к забастовке в портах со стороны конфедерации можно объяснить затянувшимся конфликтом между профсоюзной организацией транспортников и Конфедерацией труда. Конфликт между конфедерацией и транспортниками длился с 1906 года, когда профсоюз шведских транспортников отказался подписывать т. н. «Декабрьский компромисс». Профсоюз транспортников пошёл на конфликт не только с хозяевами транспортных сетей, но и с правооппортунистическим руководством конфедерации.
По мнению «младосоциалистов», шведских левых оппортунистов, шведская социал-демократическая партия спокойно относилась к возможному провалу всеобщей стачки. Так летом 1908 года Герман Линквист, председатель Конфедерации труда Швеции, называл идею всеобщей забастовки «самоубийством».

## Итоги
Всеобщая забастовка продлилась месяц. Шведская конфедерация профсоюзов была вынуждена прекратить забастовку, не сумев сломить противодействия крупного капитала. Конфедерация профсоюзов потеряла почти половину своих членов, некоторые перешли в недавно созданную анархо-синдикалистскую Центральную организацию рабочих Швеции. Анархо-синдикалисты утверждали, что руководство профсоюзов нерешительно отнеслось к забастовке и начало её только для того, чтобы обуздать запросы своих самых радикальных членов. Работодатели уволили около 20 000 рабочих, многие трудящиеся были вынуждены покинуть профсоюзы, чтобы сохранить свои рабочие места. Эмиграция из Швеции также резко выросла по результатам провала забастовки.
Промышленники Австро-Венгрии и Германской империи внимательно отслеживали ход стачки, изучали предпосылки. Памфлеты о всеобщей забастовке публиковались в Швейцарии, Германии, Австро-Венгрии. В феврале 1910 года председатель ассоциации шведских промышленников приехал в Вену, где поделился опытом противостояния рабочим и профсоюзным движениям. Он призвал обратить внимание на организованность шведской буржуазии, уровень её поддержки государством, рассказал об использовании и создании парамилитарных формирований.
Итоги и причины всеобщей забастовки были учтены при создании Сальтшёбаденского соглашения 1938 года.